# Risorgimento bulgaro

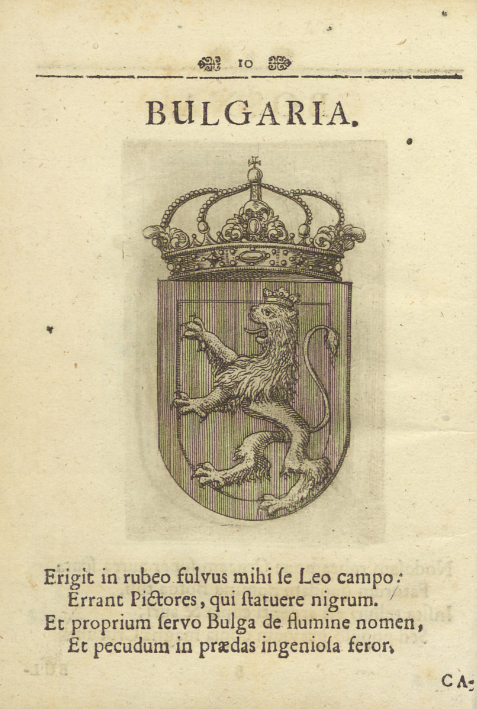
La stampa di questo stemma della Bulgaria prepara la scena, 1701

Il Risorgimento bulgaro (in bulgaro Българско национално възраждане?, Bălgarsko nacionalno văzraždane, letteralmente "Risveglio nazionale bulgaro" indicato nella storiografia bulgara semplicemente come Възраждане, la cui traduzione letterale significa rinascita, risorgimento) è il periodo in cui venne allo scoperto il nazionalismo bulgaro fin dalla prima metà del XIX secolo sotto l'influenza delle idee occidentali di liberalismo e nazionalismo, che si diffusero nel Paese dopo la rivoluzione francese, soprattutto attraverso la Grecia, anche se il primo testo bulgaro con un'idea nazionalistica fu la Istorija slavjanobolgarskaja che venne scritta nel 1762 da Paisij di Hilendar. I russi, come slavi ortodossi, potevano fare appello ai bulgari in un modo in cui gli austriaci non potevano riuscire. Il trattato di Küçük Kaynarca del 1774 diede alla Russia il diritto di interferire negli affari interni ottomani per proteggere i cristiani che vivevano all'interno dell'impero.

## Origini
La rivolta greca contro l'Impero ottomano, cominciata nel 1821, influenzò anche la limitata classe erudita bulgara. L'influenza greca veniva però limitata dal generale risentimento dei bulgari per il controllo greco della chiesa bulgara ed era il desiderio di riavere una Chiesa bulgara indipendente, ciò che per primo ha risvegliato il sentimento nazionalista bulgaro. Quando alcuni bulgari minacciarono di abbandonare la Chiesa ortodossa e di formarne una bulgara leale al papa di Roma, i russi intervennero presso il sultano. Nel 1870 venne creato con un editto del sultano un esarcato bulgaro e il primo esarca bulgaro (Antim I) divenne il capo naturale della nazione emergente. Il patriarca di Costantinopoli reagì scomunicando l'esarcato bulgaro, cosa che rinforzò la volontà di indipendenza.
Un'altra fonte del risveglio nazionale bulgaro era la visione romantica nazionalista di un popolo che condivideva tradizioni orali e pratiche. Queste idee venivano rafforzante dall'opera di Johann Gottfried Herder in particolare, dagli slavofili russi e dal modello del nazionalismo serbo sotto lo stimolo degli studiosi come Vuk Karadžić. In Bulgaria lo studioso ed editore giornalistico Ljuben Karavelov giocò un ruolo importante nel raccogliere e pubblicare le tradizioni orale e compararle con le tradizioni degli altri popoli slavi.

## La rivolta d'aprile
Nell'aprile del 1876 i bulgari misero in atto la rivolta d'aprile. Venne organizzata dal comitato rivoluzionario centrale bulgaro e ispirata alle insurrezioni in Bosnia e in Erzegovina dell'anno precedente. La rivolta era soprattutto confinata nella regione di Plovdiv, in alcuni distretti della Bulgaria settentrionale, in Macedonia e nella zona di Sliven. La rivolta venne stroncata brutalmente dagli ottomani che utilizzarono truppe irregolari (başı bozuk) estranee alla zona. Molti villaggi vennero saccheggiati e circa 12.000 persone vennero massacrate, la maggior parte dei quali rivoltosi delle città di Batak, Peruštica e Bracigovo nella zona di Plovdiv. I massacri destarono un'ampia reazione pubblica, da parte di liberali europei come William Gladstone, che lanciò una campagna contro gli "orrori bulgari". La campagna venne supportata da vari intellettuali europei e figure di spicco come Garibaldi, Charles Darwin, Oscar Wilde e Victor Hugo.

## Conferenza di Costantinopoli

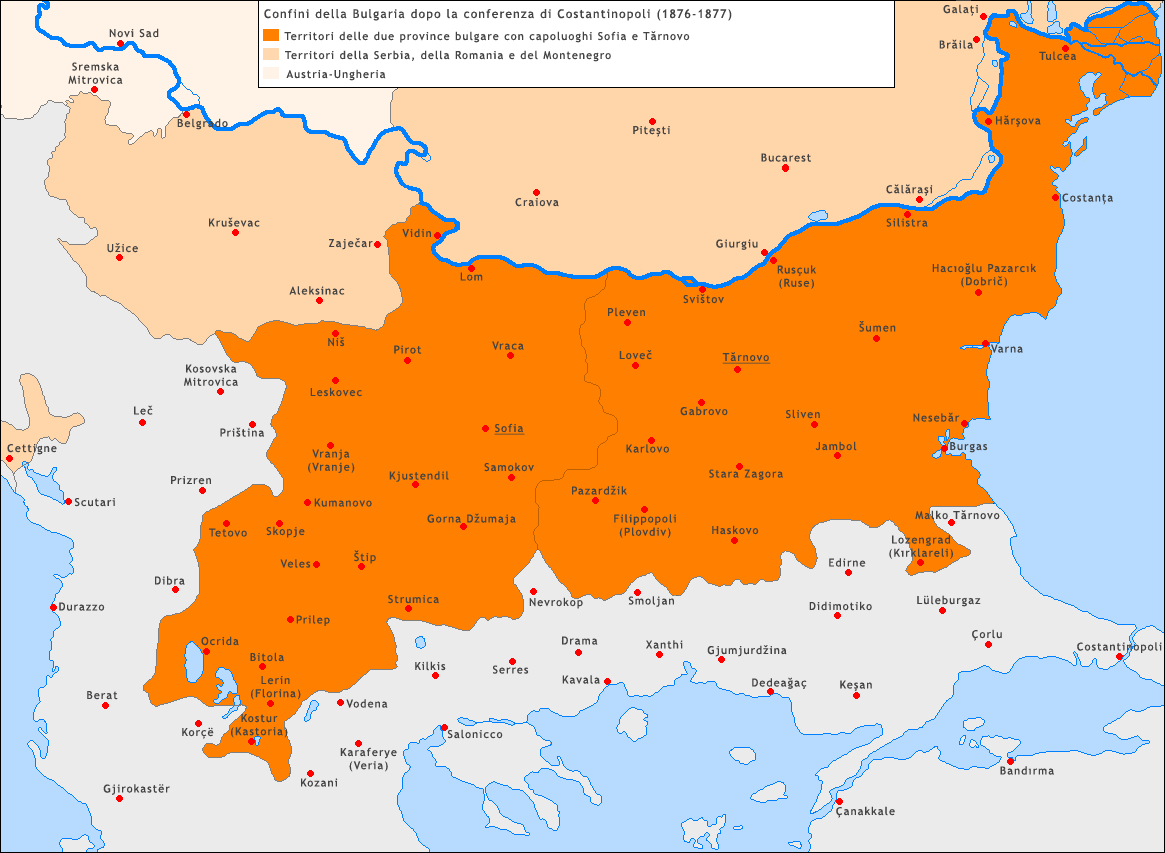
La Bulgaria dopo la conferenza di Costantinopoli, 1877

La reazione più forte venne, ad ogni modo, dalla Russia. L'enorme risonanza sulla scena internazionale che la rivolta di aprile aveva causato in Europa aveva dato ai russi la possibilità a lungo attesa di realizzare i loro obiettivi a lungo termine riguardo all'impero ottomano. I tentativi russi, che erano concentrati nel rafforzare le differenze e le contraddizioni tra le grandi potenze europee, avevano portato alla conferenza di Costantinopoli, tenuta nel dicembre del 1876 nella capitale ottomana. Alla conferenza presero parte delegati dalla Russia, dalla Gran Bretagna, dalla Francia, dall'Austria-Ungheria, dalla Germania e dall'Italia e si supponeva che avrebbe portavo a una soluzione pacifica e duratura della questione bulgara.
La Russia insistette fino alla fine della conferenza che tutti i territori abitati da bulgari, tra cui la Macedonia, la Moesia, la Tracia e la Dobrugia venissero incluse nel futuro Stato bulgaro, mentre la Gran Bretagna, temendo che una grande Bulgaria avrebbe minacciato i propri interessi nei Balcani, era a favore di un piccolo principato bulgaro a nord dei monti Balcani. I delegati si trovarono comunque d'accordo su un compromesso, che escludeva la Macedonia meridionale e la Tracia e non concessero alla Bulgaria l'accesso al mar Egeo, ma incorporarono tutte le altre regioni abitate dai bulgari. All'ultimo però gli ottomani rigettarono la proposta con l'appoggio segreto della Gran Bretagna.

## Guerra russo-turca (1877-1878)

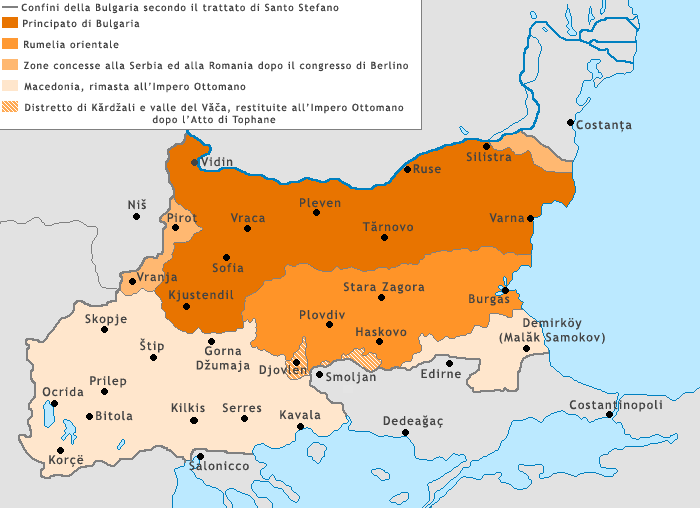
I confini della Bulgaria secondo il trattato di Santo Stefano del 3 marzo 1878

Avendo in ballo la propria reputazione, la Russia non aveva altra scelta che dichiarare guerra all'Impero ottomano nell'aprile del 1877. L'esercito rumeno e un piccolo contingente di esiliati bulgari combattevano a fianco dei russi che avanzavano. I russi e i rumeni furono capaci di infliggere una decisiva sconfitta agli ottomani nella battaglia del passo di Šipka e nell'assedio di Pleven, tant'è che nel gennaio 1878 avevano ormai occupato gran parte della Bulgaria. Riuscirono così a dettare i termini della resa al sultano e nel trattato di Santo Stefano proposero la creazione di un grande Stato bulgaro, che includeva tutte le terre popolate dai bulgari. Il sultano non si trovava nella posizione di protestare, ma le altre potenze non desideravano lo smembramento dell'impero ottomano e la creazione di un grande Stato filo-russo nei Balcani.

## Trattato di Berlino

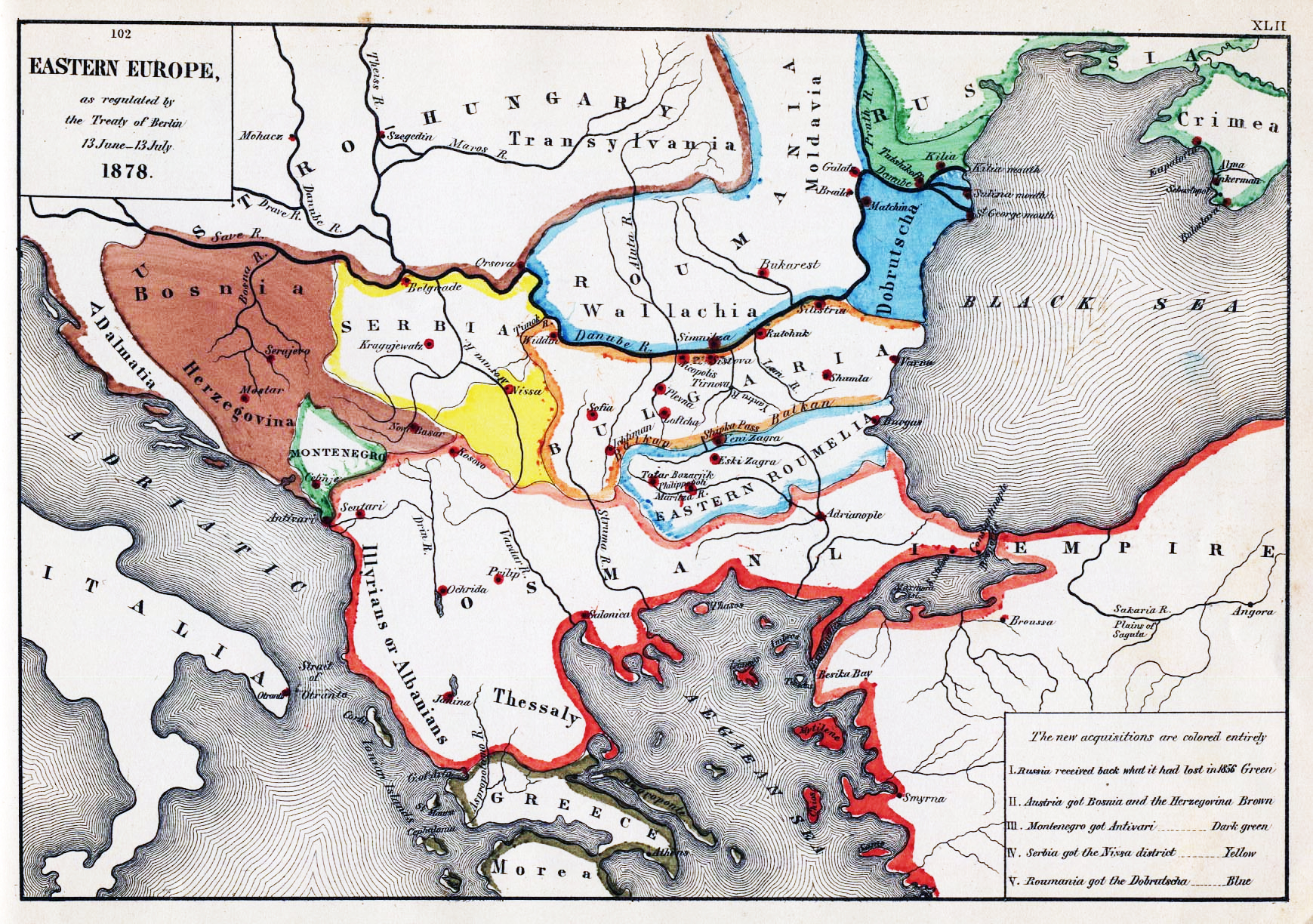
L'Europa sudorientale dopo il congresso di Berlino

Come risultato, il trattato di Berlino (1878), sotto la supervisione del tedesco Otto von Bismarck e dell'inglese Benjamin Disraeli, rivide le posizioni del precedente trattato. Molti territori bulgari furono restituiti all'impero (parte della Macedonia e della Tracia), mentre altri furono assegnati alla Serbia e alla Romania. Venne creato un Principato di Bulgaria, tra il Danubio e la catena della Stara Planina, con sede nella vecchia capitale bulgara di Veliko Tărnovo, e Sofia inclusa. Questo Stato doveva rimanere sotto la sovranità nominale ottomana, ma doveva essere governata da un principe eletto da un congresso di notabili bulgari e approvato dalle grandi potenze. Queste ultime insistettero che il principe non poteva essere un russo, ma in compromesso venne scelto Alessandro di Battenberg, un nipote dello zar Alessandro II.
Tra la Stara Planina e la linea dei monti Rodopi, che corre a 50 chilometri a nord dell'odierno confine tra la Bulgaria e la Grecia, venne creata la provincia della Rumelia orientale. Con capitale Plovdiv, rimaneva sotto la sovranità ottomana, ma era governata da un governatore cristiano nominato dal sultano con l'approvazione delle grandi potenze. Questo territorio ibrido venne governato da Aleksandăr Bogoridi per la maggior parte della sua breve esistenza.

## Eventi successivi
I successivi governi bulgari del governo post-ottomano e pre-comunista (1878–1944) tentarono di onorare gli accordi internazionali e bilaterali di rispettare i diritti delle minoranze. Non c'è mai stata in questo periodo una discriminazione legale o un'oppressione politica contro la minoranza turca o musulmana in generale.
Nonostante ciò la popolazione turca è stata a volte soggetta a violenza fisica e psicologica. I gruppi nazionalisti aumentarono la pressione per forzare i turchi a emigrare: picchiavano le persone, bruciavano i fez degli uomini e i vestiti musulmani delle donne, attaccavano code di maiale alle porte delle moschee e gettavano pezzi di lardo nei pozzi dell'acqua e altre attività simili. Atti di questo genere andavano incrementando, tanto che le autorità dovettero intervenire per diminuirli.